# Орден «Мустакиллик»
Орден Независимости (узб. Mustaqillik ordeni) — высшая государственная награда Узбекистана.

## История
Орден «Мустакиллик» был учреждён на основании Закона № 1040-XII от 5 мая 1994 года. В 1997 году внешний вид ордена был незначительно изменён. В 2004 и 2007 годах в статут ордена вносились изменения.

## Положение
1. Орденом «Мустакиллик» награждаются граждане Республики Узбекистан за выдающийся вклад в построение и укрепление независимого правового государства, обеспечение мира и прогресса в республике. В исключительных случаях орденом «Мустакиллик» могут награждаться и лица, не являющиеся гражданами Республики Узбекистан.
2. Орденом «Мустакиллик» награждает президент Республики Узбекистан. Указ о награждении орденом публикуется в печати и других средствах массовой информации. Награждение президента Республики Узбекистан орденом «Мустакиллик» производится Олий Мажлисом Республики Узбекистан.
3. Награждение орденом «Мустакиллик» производится по представлению Кабинета министров Республики Узбекистан, председателя Конституционного суда Республики Узбекистан, председателя Верховного суда Республики Узбекистан, председателя Высшего хозяйственного суда Республики Узбекистан, Генерального прокурора Республики Узбекистан, председателя Жокаргы Кенеса Республики Каракалпакия, хокимов областей и города Ташкента, руководителей министерств, государственных комитетов и ведомств, общественных объединений в лице их республиканских органов.
4. Вручение ордена «Мустакиллик» и соответствующего документа о награждении производится в обстановке торжественности и широкой гласности президентом Республики Узбекистан или от его имени председателем Законодательной палаты Олий Мажлиса Республики Узбекистан, председателем Сената Олий Мажлиса Республики Узбекистан, премьер-министром Республики Узбекистан.
5. Лица, награждённые орденом «Мустакиллик», получают единовременное денежное вознаграждение в размере семидесятипятикратной минимальной заработной платы.
6. Лица, награждённые орденом «Мустакиллик», пользуются льготами, устанавливаемые законодательством.
7. Орден «Мустакиллик» носится на правой стороне груди.
8. При посмертном награждении орденом «Мустакиллик» орден, документ о награждении и единовременное денежное вознаграждение вручаются семье награждённого.

## Описание

### 1 тип
Орден «Мустакиллик» изготавливается из серебра 925 пробы, покрытого предварительно никелем толщиной 0,5 микрон, а затем золотом толщиной 0,25 микрон.
Орден представляет собой восьмиконечную звезду с двухгранными лучами. Между углами звезды расположены пучками расходящиеся лучи, покрытые эмалью рубинового цвета. Расстояние между противоположными концами звезды 48 миллиметров. Диаметр окружности, в которую вписываются лучи, 44 миллиметра.
В центре ордена изображена серебристого цвета птица Хумо — символ независимости. Фон за птицей Хумо, выполненный из цветной эмали, символизирует красоту и богатство Узбекистана.
Вверху ободка, обрамляющего птицу Хумо, изображен символ Государственного герба Республики Узбекистан — голубой мусамман с полумесяцем и звездой. Мусамман вписывается в окружность диаметром 9 миллиметров, диаметры окружностей полумесяца и пятиконечной звезды соответственно составляют 5 миллиметров и 3 миллиметра. В верхней половине ободка — двенадцать человеческих добродетелей. Диаметр ободка 31 миллиметр, ширина 5 миллиметров.
В нижней части ободка — надпись «MUSTAQILLIK», покрытая эмалью рубинового цвета. Высота букв 3 миллиметра.
Оборотная сторона ордена вогнутая. В центре находится нарезной штифт с гайкой для крепления ордена.
В нижней части наносится номер ордена вогнутым шрифтом размером 1 миллиметр.
Толщина ордена 4 миллиметра.
Вес ордена 32,5 грамма.

### 2 тип
Орден «Мустакиллик» изготавливается из серебра 925 пробы, покрытого золотом толщиной 1 микрон и представляет собой восьмиконечную звезду с двухгранными лучами. На поверхности двухгранных лучей 46 фианитов диаметром 2 миллиметра. Между углами звезды расположены пучками расходящиеся лучи, покрытые эмалью рубинового цвета. Расстояние между противоположными концами звезды 57 миллиметров. Диаметр окружности, в которую вписываются лучи, 52 миллиметра.
В центре ордена изображена серебристого цвета птица Хумо — символ независимости. Фон за птицей Хумо, выполненный из цветной эмали, символизирует красоту и богатство Узбекистана.
Вверху ободка, обрамляющего птицу Хумо, изображен символ Государственного герба Республики Узбекистан — голубой мусамман с полумесяцем и звездой. Мусамман вписывается в окружность диаметром 10,5 миллиметров, диаметры окружностей полумесяца и пятиконечной звезды соответственно составляют 5 миллиметров и 2,6 миллиметра. В верхней половине ободка расположены двенадцать рубинов диаметром 2,5 миллиметра, символизирующие двенадцать человеческих добродетелей. Края ободка с обеих сторон окаймлены бортиком толщиной 1 миллиметр, выполненным голубой эмалью. Диаметр ободка 36 миллиметров, ширина 6 миллиметров.
В нижней части ободка на белом эмалевом фоне размещена надпись «MUSTAQILLIK», выполненная красной эмалью. Высота букв 2,7 миллиметра.
Оборотная сторона ордена вогнутая. В центре находится нарезной штифт с гайкой для крепления ордена.
В нижней части нанесен номер ордена вогнутым шрифтом размером 1 миллиметр.
Толщина ордена 8 миллиметров.
Вес ордена 60,5 грамма.

### Орденская планка
Для повседневного ношения изготавливается орденская планка обтянутая шёлковой лентой следующих цветов: в центре полоска рубинового цвета шириной 4 миллиметра, далее от неё в стороны, белая полоска шириной 1 миллиметр, жёлтая полоска — 3 миллиметра, белая полоска — 1 миллиметр, голубая полоска — 2 миллиметра, рубиновая полоска — 1 миллиметр, зелёная полоска шириной 2 миллиметра.

## Список награждённых
1. Абдулла Кадыри (Жулкунбай) — народный писатель (25 августа 1994 года, посмертно)[1].
2. Ислам Каримов — президент Узбекистана (26 августа 1996 года)[2].
3. Абдулхамид Сулейман-оглы Чулпан — поэт (24 августа 1999 года, посмертно)[3].
4. город Ташкент (20 августа 2009 года)[4].
5. Гурбангулы Мяликгулыевич Бердымухамедов — президент Туркмении (22 октября 2014 года)[5].